# Can Özüpek
Can Özüpek (* 2. Februar 1996 in Istanbul) ist ein türkischer Leichtathlet, der sich auf den Dreisprung spezialisiert hat.

## Sportliche Laufbahn
Erste internationale Erfahrungen sammelte Can Özüpek im Jahr 2015, als er bei den Junioren-Balkan-Meisterschaften in Pitești mit einer Weite von 14,68 m den fünften Platz belegte. Im Jahr darauf belegte er bei den Balkan-Hallenmeisterschaften in Istanbul mit 14,92 m den achten Platz und 2017 wurde er bei den Balkan-Hallenmeisterschaften in Belgrad mit 15,40 m erneut Achter. Im Juli belegt er dann bei den U23-Europameisterschaften in Bydgoszcz mit 16,10 m den fünften Platz. Im Jahr darauf erreichte er bei den Balkan-Hallenmeisterschaften in Istanbul mit 16,00 m Rang vier und im Juni gewann er bei den U23-Mittelmeer-Meisterschaften in Jesolo mit 16,39 m die Bronzemedaille hinter dem Franzosen Quentin Mouyabi und Simone Forte aus Italien. Daraufhin gelangte er bei den Europameisterschaften in Berlin mit 15,88 m auf den zwölften Platz. 2019 gewann er bei den Balkan-Hallenmeisterschaften in Istanbul mit 16,21 m die Bronzemedaille hinter dem Armenier Lewon Aghasjan und Nazim Babayev aus Aserbaidschan und anschließend verpasste er bei den Halleneuropameisterschaften in Glasgow mit 16,28 m den Finaleinzug. Im Juli belegte er bei der Sommer-Universiade in Neapel mit 16,56 m den vierten Platz und im September gewann er bei den Balkan-Meisterschaften in Prawez mit 16,37 m die Bronzemedaille hinter den Bulgaren Georgi Zonow und Momtschil Karailiew. 2021 belegte er bei den Balkan-Hallenmeisterschaften in Istanbul mit 15,90 m den vierten Platz und 2023 gewann er bei den Balkan-Meisterschaften in Kraljevo mit 16,18 m die Bronzemedaille hinter seinem Landsmann Necati Er und Dimitris Tsiamis aus Griechenland. Im Jahr darauf siegte er mit 16,48 m bei den Balkan-Hallenmeisterschaften in Istanbul und gewann dann im Mai bei den Freiluft-Balkan-Meisterschaften in Izmir mit 16,48 m die Silbermedaille hinter seinem Landsmann Necati Er. Kurz darauf gelangte er bei den Europameisterschaften in Rom mit 16,23 m auf den zehnten Platz. 2025 gewann er bei den Balkan-Hallenmeisterschaften in Belgrad mit 16,09 m die Bronzemedaille hinter dem Aseri Rustam Məmmədov und Gor Howakimjan aus Armenien, ehe er bei den Halleneuropameisterschaften in Apeldoorn mit 16,29 m den siebten Platz belegte.
In den Jahren von 2018 bis 2021 wurde Özüpek türkischer Meister im Dreisprung im Freien sowie 2017 und 2019 und 2021 und 2024 in der Halle.